# Taxithelium planulum
Taxithelium planulum là một loài Rêu trong họ Sematophyllaceae. Loài này được Besch. miêu tả khoa học đầu tiên năm 1880.